# پادشاهان صلیبی ۳
پادشاهان صلیبی ۳ یک بازی ویدئویی نقش‌آفرینی استراتژیک است که در قرون وسطی اتفاق می‌افتد. این بازی توسط پارادوکس دولوپمنت استودیو توسعه یافته و توسط پارادوکس اینتراکتیو به عنوان دنباله‌ای برای پادشاهان صلیبی (۲۰۰۴) و پادشاهان صلیبی ۲ (۲۰۱۲) منتشر شده است. این بازی در ۱ سپتامبر ۲۰۲۰ برای رایانه‌های شخصی و در ۲۹ مارس ۲۰۲۲ برای ایکس‌باکس سری اکس و سری اس و پلی‌استیشن ۵ منتشر شد.

## گیم پلی
پادشاهان صلیبی ۳ مانند بازی‌های قبل ازخود پادشاهان صلیبی و پادشاهان صلیبی ۲، یک وارگیم راهبرد کلان و شبیه‌ساز سلسله است که در قرون وسطی اتفاق می‌افتد. بازیکنان به عنوان یک شخصیت در سال ۸۶۷ یا ۱۰۶۶ میلادی بازی را شروع می‌کنند پس از مرگ یا برکناری شخصیت یک بازیکن، آنها همچنان به عنوان وارث آن شخصیت بازی می‌کنند. به‌طور کلی، بازیکنان در طول قرن‌ها سلسله ای را ایجاد می‌کنند و بازی در سال ۱۴۵۳ به پایان می‌رسد
سلسله‌ها می‌توانند شاخه‌های کادتی تشکیل دهند که عمدتاً مستقل از سلسله والد خود فعالیت می‌کنند. سران سلسله‌ها می‌توانند از منبع جدیدی به نام شهرت برای اعمال کنترل خود بر خانه خود استفاده کنند. به عنوان مثال سران خانه هامی توانند به حرامزاده‌ها مشروعیت ببخشند.
شخصیت‌ها به جای پرتره دوبعدی، مدل شخصیتی تمام‌بدنی و سه‌بعدی دارند. مانند پادشاهان صلیبی ۲، شخصیت‌ها دارای ویژگی‌هایی هستند که بر آمار و رفتار آنها تأثیر مستقیم می‌گذارد. انتخاب‌ها و تصمیم‌هایی که برخلاف ویژگی‌های شخصیت باشد، میزان استرس آن شخصیت را افزایش می‌دهد. سیستم ژنتیکی بازی به شخصیت‌ها اجازه می‌دهد تا تعدادی از ویژگی‌های خود را به فرزندان خود منتقل کنند. شخصیت‌ها می‌توانند با افزایش وحشت، دست نشانده‌های خود را بترسانند تا وفادار بمانند. مقدار وحشت وقتی شخصیت اعمال بدخواهانه و ترسناک انجام می‌دهد، مانند اعدام یا شکنجه شخصیت‌های دیگر، افزایش می‌یابد. شخصیت‌ها می‌توانند یکی از پنج سبک زندگی را برای پیروی انتخاب کنند. هر سبک زندگی که شخصیت انتخاب می‌کند دارای سه درخت مهارت است که به شخصیت اجازه می‌دهد مهارت‌هایی که مربوط به آن سبک زندگی هستند را یاد بگیرد.
قلمرو بازیکنان ممکن است دارای انواع حکومت فئودالی، قبیله ای یا طایفه ای باشد. دین و فرهنگ، دو جنبه مهم بازی هستند. رهبران می‌توانند اهداف خود را از طریق جنگ، دیپلماسی یا طفره زنی پیش ببرند. بازیکنان ممکن است تحت سفر زیارتی و جنگ دینی قرار بگیرند و تمام مذاهب را می‌توان در جنگ‌های صلیبی یا جهاد به اسلحه فراخواند. مذاهب اصولی دارند که پاداشی است که به همه تمرین‌کنندگان آن ایمان داده می‌شود، و آموزه‌هایی که به مواضع دین در قبال موضوعاتی مانند همجنس‌گرایی و روحانیت زن می‌پردازد. منبع اصلی برای تعامل با مکانیک دین، تقوا است، و بازیکنی که تقوای کافی داشته باشد، ممکن است بدعت دینی خود را ایجاد کند و اصول و عقاید توسط بازیکن انتخاب می‌شود.
خدمت وظیفه عمومی عمدتاً توسط پیاده‌نظام با کیفیت پایین متشکل از دهقانان ارائه می‌شود. شخصیت‌ها باید افراد مسلح را استخدام کنند تا بتوانند سربازان باکیفیت‌تری مانند تیراندازان و سواره نظام را به میدان جنگ برسانند. شخصیت‌ها می‌توانند شخصیت‌های دیگری از دربار یا قلمرو تحت حکومت خود را که مهارت‌های قابل توجهی در جنگ دارند به شوالیه‌های قدرتمند تبدیل کنند.
نقشه بازی حدوداً چهار برابر جزئی تر و کمی بزرگ‌تر از نقشه بازی پادشاهان صلیبی ۲ است، که شامل اروپا، از جنوب تا خط استوا و از شرق تا تبت است.

## توسعه
هنزیک فاهراوس، کارگردان بازی اعلام کرد که توسعه ایده بازی و تولید آن «حدود یک سال پیش از انتشار بازی امپراتور: روم آغاز شده است» که مشخص می‌کند ساخت و تولید بازی سال ۲۰۱۵ یا کمی قبل تر از آن آغاز شده است. فاهراوس موتور بازی پادشاهان صلیبی ۲ را «سر پا مانده با چسب» توصیف کرد و اظهار داشت بازی جدید یک موتور تازه را معرفی می‌کند که قدرت بیشتری برای اجرای قابلیت‌های جدید و تازه اضافه شده به بازی را خواهد داشت.
همانند بسیاری از بازی‌های منتشر نشده یا بازی‌هایی که در حال حاضر توسط پارادوکس پشتیبانی می‌شوند، توسعه دهندگان و تولیدکنندگان یک نوشته هفتگی منتشر می‌کنند. هر نوشته بر روی یک جنبه و یک بخش از بازی تمرکز می‌کند و در مورد انواع دولت‌های بازی، رابط کاربری بازی، نحوه و مدیریت جنگ و غیره توضیحاتی ارائه می‌دهد. این توضیحات گاهی به تفاوت میان پادشاهان صلیبی ۳ و بازی قبل می‌پردازند. یک ویدیوی ماهانه نیز هر ماه انتشار می‌یابد که خلاصه‌ای از تمام تغییرات ایجاد شده در نوشته‌های منتشر شده آن ماه است.

### محتوای قابل دانلود
| نام                 | پچ همراه         | نوع              | تاریخ انتشار    | توضیحات |
| فصل اول             | فصل اول          | فصل اول          | فصل اول         | فصل اول |
| ------------------- | ---------------- | ---------------- | --------------- | --- |
| لردهای شمالی        | ۱٫۳ "کلاغ"       | بسته اضافی       | ۱۶ مارس ۲۰۲۱    | لردهای شمالی حاوی محتوای اضافی مربوط به دوران وایکینگ‌های اسکاندیناوی از جمله توانایی‌های جدید بازیکن، تشکیل قلمروهای ماجراجو و بی مرز، دسترسی به جنگجویان مقدس و سپربانو، میراث‌های سلسله ای منحصر به فرد و رویدادها و تصمیمات فرهنگی خاص است.                                             |
| دربار سلطنتی        | ۱٫۵ "فلور د-لیس" | گسترش            | ۸ فوریه ۲۰۲۲    | رویال کورت به بازیکنان یک اتاق سلطنتی می‌دهد. همچنین به بازیکنان این امکان را می‌دهد که اتاق را تزئین کنند تا عظمت بیشتری به دست آورند، با افزایش عظمت دسترسی به مهمانان با کیفیت بالاتری فراهم می‌شود. ویژگی‌های اضافی پیرامون مصنوعات، فرهنگ و تعاملات با ارباب‌ها نیز نیز گنجانده شده است. |
| سرنوشت ایبریا       | ۱٫۶ «قلعه»       | بسته اضافی       | ۳۱ مه ۲۰۲۲      | سرنوشت ایبریا حاوی محتوای اضافی با تمرکز بر شبه جزیره ایبری در طول باز پس‌گیری اندلس است. ویژگی‌ها شامل سنت‌های فرهنگی جدید و رویدادها و تصمیم‌های خاص فرهنگی، همراه با مکانیک جدید پیرامون تعامل دوستان و دوئل‌های شطرنج است.                                                                |
| دوستان و دشمنان     | ۱٫۷ «سنگر»       | بسته رویداد محور | ۸ سپتامبر ۲۰۲۲  | دوستان و دشمنان شامل بیش از ۱۰۰ رویداد اضافی در مورد روابط یک شخصیت با دوستان و رقبای خود است. همچنین شامل خاطراتی است که یک شخصیت در طول زندگی خود آنها را به یاد می‌آورد. |
| فصل دوم             |                  |                  |                 | |
| تورها و مسابقات     | ۱٫۹ «نیزه»       | گسترش            | ۱۱ مه ۲۰۲۳      | تورها و مسابقات سیستم‌های سفر و فعالیت‌های بزرگ را معرفی می‌کند. |
| بخشداران و نگهبانان | ۱٫۱۰ «قلم»       | بسته رویداد محور | ۲۲ اوت ۲۰۲۳     | بخشداران و نگهبانان رویدادهای مربوط به دوران کودکی، فرزندپروری و تحصیلات شخصیت را اضافه می‌کند. همچنین مکانیک‌های توسعه یافته پیرامون شخصیت‌های غیرعادی، مامایی، و تبادل گروگان‌ها و بخش‌ها گنجانده شده است.                                                                                  |
| میراث پارس          | ۱٫۱۱ «طاووس»     | بسته اضافی       | ۹ نوامبر ۲۰۲۳   | میراث پارس گیم پلی را در منطقه ایران در طول میان پرده ایرانی گسترش می‌دهد. |
| فصل سوم             |                  |                  |                 | |
| افسانه‌های مردگان    | ۱٬۱۲٬۱ «داس»     | گسترش مهم        | ۴ مارس ۲۰۲۴     | افسانه‌های مردگان، مرگ سیاه و سایر بیماری‌هایی را معرفی می‌کند که همراه با سیستم افسانه‌ای در سراسر نقشه حرکت می‌کنند و به شخصیت‌ها اجازه می‌دهد تا با تبلیغ داستان‌هایی دربارهٔ اعمال اجدادشان، مشروعیت سلسله خود را بسازند.                                                                     |
| جاده‌های قدرت        | اعلام خواهد شد   | گسترش            | ۲۴ سپتامبر ۲۰۲۴ | جاده‌های قدرت توانایی بازی به عنوان یک شخصیت بی سرزمین، سفر در سراسر نقشه و بستن قرارداد به عنوان یک ماجراجو را معرفی می‌کند. مکانیک‌های اضافی شامل مکانیک‌های جدید اداری و حکومت امپراتوری، املاک خانوادگی و محتوای امپراتوری بیزانس است.                                                   |
| اشراف سرگردان       | اعلام خواهد شد   | بسته رویداد محور | زمستان ۲۰۲۴     | اشراف سرگردان رویدادها و فعالیت‌هایی را در مورد شخصیت‌های بی‌سرزمین اضافه می‌کند. |

### مودها
پادشاهان صلیبی ۳ همچنین به دلیل تعداد زیادی مودهای سوم شخص موجود در کارگاه استیم شناخته شده است. این مودها می‌توانند مکانیک‌های جدیدی را به بازی اضافه کنند و همچنین گرافیک بازی را بهبود ببخشند. محبوب‌ترین مود، مود "A Game of Thrones" است که جهان بازی را به جهان ترانه یخ و آتش تغییر می‌دهد.

## انتشار
پادشاهان صلیبی ۳ در تاریخ ۱ سپتامبر ۲۰۲۰ منتشر شد و از طریق استیم و ایکس باکس گیم پس برای رایانه شخصی در دسترس است. این بازی در دو نسخه موجود است: نسخه پایه بازی که متشکل از نسخه اولیه بازی و جایزه پیش‌سفارش آن می‌شود و نسخه سلطنتی که متشکل از نسخه اولیه بازی و بلیط توسعه است. بلیط توسعه شامل مجموعه ای از بسته‌های محتوای اضافی و اولین بسطه گسترش بازی است.
پادشاهان صلیبی ۳ در ابتدا توسط هیئت رده‌بندی استرالیا بنا بر گزارش‌ها به دلیل مشکلات مربوط به طبقه‌بندی سنی بازی رد شد. این بازی در نهایت شش روز پس از انتشار اولیه، در ۷ سپتامبر ۲۰۲۰، در استرالیا منتشر شد. به دلیل تأخیر در انتشار، قسمت جایزه پیش‌سفارش تا ۲۱ سپتامبر به‌طور انحصاری برای کاربران استرالیایی استیم تمدید شد.
نسخه کنسولی در ۲۹ مارس ۲۰۲۲ برای پلی استیشن ۵ و ایکس باکس سری ایکس و سری اس منتشر شد بازی همان روز در ایکس باکس گیم پس قرار گرفت.

## بازخوردها
| گردآورنده | امتیاز                              |
| --------- | ----------------------------------- |
| متاکریتیک | PC: 91/100 PS5: 85/100 XSXS: 83/100 |

| ناشر                     | امتیاز |
| ------------------------ | ------ |
| گیم رولیشن               | [ ۳۲ ] |
| گیم‌اسپات                 | 8/10   |
| آی‌جی‌ان                   | 10/10  |
| پی‌سی گیمر (ایالات متحده) | 94/100 |
| پی‌سی‌گیمزان               | 9/10   |
| پوش اسکوئر               | [ ۳۷ ] |
| شک‌نیوز                   | 9/10   |
| ونچربیت                  | 5/5    |
| وی‌جی۲۴۷                  | [ ۴۰ ] |

بر اساس بازبینی جمعی متاکریتیک ، بازی پادشاهان صلیبی۳ برای پلی‌استیشن ۵ و ایکس‌باکس سری اکس/اس نقدهای «به‌طور کلی مطلوب» دریافت کرد. نسخه PC «تحسین جهانی» دریافت کرد. لیانا هافر از آی جی ان نوشت که این بازی «یک بازی استراتژیک عالی، یک نقش آفرینی عالی و یک شاهکار درگرفتن بهترین قسمت‌های سیستم‌های موجود و عمیق‌تر و بهتر کردن آنها» است. در بررسی او بازی امتیاز ۱۰/۱۰ را گرفت. لارن آیتکن از وی جی ۲۴۷ نیز به بازی امتیاز کامل داد. او در نقد خود نوشت: «پادشاهان صلیبی ۳ به اندازه نسخه قبلی خود غیرقابل پیش‌بینی و جذاب است.»
دیوید ویلدگوس از گیم اسپات بازی را ستود و گفت بازی‌ها به ندرت به این اندازه تأثیرگذار و تکان دهنده هستند. از سوی دیگر، به عنوان یک نکته منفی، او نوشته است که «وقتی داستان به خوبی راه نیافتاده باشد، اعمال شما می‌توانند تکراری و غیرقابل الهام باشد».
در دسامبر ۲۰۲۰، پادشاهان صلیبی ۳ در بخش بهترین بازی شبیه‌سازی/استراتژی در گیم اواردز ۲۰۲۰ نامزد شد، اما به شبیه‌ساز پرواز مایکروسافت شکست خورد. در آوریل ۲۰۲۱، پادشاهان صلیبی ۳ همچنین نامزد بهترین بازی استراتژی/شبیه‌سازی سال در بیست و چهارمین دوره جوایز سالانه .D.I.C.E شد و باز هم در برابر شبیه‌ساز پرواز مایکروسافت شکست خورد.
این بازی یک ماه پس از انتشار بیش از ۱ میلیون نسخه فروخت. این هفتمین بازی پرفروش در سپتامبر ۲۰۲۰ در ایالات متحده بود و بالاترین فروش ماه عرضه را برای هر عنوان پارادوکس اینتراکتیو داشت. در مارس ۲۰۲۲، پارادوکس اینتراکتیو اعلام کرد که پادشاهان صلیبی ۳ بیش از ۲ میلیون نسخه در سراسر جهان فروخته است. در سپتامبر ۲۰۲۳، پارادوکس اینتراکتیو اعلام کرد که پادشاهان صلیبی ۳ بیش از ۳ میلیون نسخه در سراسر جهان فروخته است.